# Detta är lilla Ellinors bok
Detta är lilla Ellinors bok eller Fiorella från Caramella är en barnbok av Evert Taube utgiven 1941 på Åhlén & Åkerlund. Boken är tillägnad dottern Ellinor Taube, född 1930, och innehåller teckningar och endast en sång, Fiorella från Caramella.
Anders Eldeman berättade i sitt nostalgiprogram Da capo söndagen den 25 oktober hur hustrun Astri Taube okrediterad fick träda in och göra akvareller till boken som var märkt med Evert Taubes namn då den senare inte hann få fram illustrationerna i tid till tryckningen.